# Hermitage Capital Management
Hermitage Capital Management — британский инвестиционный фонд, основанный в апреле 1996 года Уильямом Браудером и бывшим совладельцем банка «Republic National Bank of New York» Эдмондом Сафрой. По словам Уильяма Браудера «со временем мы стали третьим по величине инвестиционным фондом в России. На пике объём наших вложений был равен четырём с половиной миллиардам долларов».
В России инвестировал в акции «Газпрома», Сбербанка, «Сургутнефтегаза», РАО «ЕЭС России», «Транснефти» и других крупных компаний. В 2006 году фонд распродал все свои российские активы.
По состоянию на 2008 год, с точки зрения ИД «Коммерсант», фонд управлял средствами около 6 тыс. иностранных инвесторов.
До расследований Сергея Магнитского фонд был известен как активный защитник прав миноритариев и конфликтами с менеджментом крупнейших компаний. После публикации его расследований — как бывший владелец ООО «Парфенион», ООО «Махаон» и ООО «Риленд», использовавшихся российскими силовиками для хищения из бюджета РФ 5,4 млрд. рублей.

## Заметные события в деятельности

### Аннулирование выпуска облигаций компании «Сиданко»
В 1997 году Hermitage Capital Management добился аннулирования осуществлённого с нарушениями выпуска облигаций компании «Сиданко».

### Защита миноритариев РАО ЕЭС
В 2000 году Hermitage Capital Management удалось внести коррективы в план реформы РАО ЕЭС в пользу миноритариев.

### Борьба с менеджментом Газпрома
В 2001 году Уильям Браудер обвинил ОАО «Газпром» в незаконных операциях с активами и ценными бумагами на основе конфиденциальной информации.
В мае 2002 года Hermitage Capital обвинил аудитора «Газпрома» PricewaterhouseCoopers в искажении фактов о взаимоотношениях газового концерна и компании «Итера».
По мнению Браудера именно расследования фонда сыграли ключевую роль в отстранении Рэма Вяхирева с поста председателя правления российского газового монополиста.

### Борьба с менеджментом Сбербанка
В марте 2001 и 2002 годов фонд требовал отставки Андрея Казьмина с поста главы Сбербанка.

### Борьба с менеджментом Сургутнефтегаза
В 2004 году фонд судился с «Сургутнефтегазом», требуя погашения его казначейских акций, находящихся на балансе дочерних компаний.

### Обвинение ООО «Камея» в неуплате налогов на сумму свыше 1,145 млрд. в июне 2007 года
В июне 2007 года управление по налоговым преступлениям ГУВД Москвы завело уголовное дело против ООО «Камея», которое, по версии следствия, было аффилированно с фондом. Следователи обвинили руководство ООО «Камея» в неуплате налогов на сумму свыше 1,145 млрд руб.

### Дело Hermitage Capital Management
Дело Hermitage Capital Management — дело о хищении из российского бюджета 5,4 млрд. рублей, которое считается крупнейшим в истории единоразовым хищением средств из бюджета РФ. Для хищения были использованы ООО «Парфенион», ООО «Махаон» и ООО «Рилэнд», ранее принадлежавшие фонду. Сначала были похищены их правоустанавливающие документы, затем изменены владельцы, налоговые инспекции и расчётные счета, затем сделана видимость того, что предприятия закончили 2006 год с колоссальным убытком (хотя прибыль по этим трём ООО составила около миллиарда долларов) и в налоговые инспекции были поданы заявления на возмещение якобы ошибочно уплаченных налогов за 2006 год на общую сумму 5 409 503 006 руб. Единственным осужденным по этому делу стал рабочий лесопилки Виктор Маркелов. С точки зрения Уильяма Браудера, Маркелов был лишь пешкой в преступном конгломерате, систематически осуществлявшем хищения из государственного бюджета России.

## Причины прекращения деятельности фонда в России
Газета "Коммерсантъ" в 2008 году, описывая расследование в отношении ООО "Камея", предположила, что фонд покинул Россию в первую очередь из-за того, что правоохранительные органы выявили и стали пытаться приостановить незаконную практику фонда по «реализации акций „Газпрома“, которые покупались российскими компаниями в пользу иностранных инвесторов, не имевших разрешения властей».
По словам Уильяма Браудера:

Я летел в Москву из Лондона 13 ноября 2005 года, в воскресенье вечером. Я прибыл в VIP-лаунж в аэропорту Шереметьево-2... вдруг несколько людей в форме зашли в VIP-лаунж, сказали, что в страну меня не пустят, и отвели меня в накопитель, где я провел следующие пятнадцать часов... за десять минут до вылета рейса «Аэрофлота» в Лондон в одиннадцать утра за мной пришли, отвели и посадили в самолет. Я был уверен, что это ошибка. Я же так старался для России. Я был уверен, что моя работа против коррупции ценится властью...  А я не хотел разделить судьбу Ходорковского – ни деловую, ни личную. Так что я сделал две вещи: обезопасил людей и капиталы. Во-первых, я попросил всех своих сотрудников переехать в Великобританию... Во-вторых, фонд продал акции в российских компаниях или перевел их в другие финансовые инструменты. Это было сделано тихо, без привлечения к себе внимания, летом 2006 года.
— "В России нет государства" Интервью с Уильямом Браудером